# Robin Dennell
Robin William Dennell (* 1947) ist ein britischer Prähistoriker. Er erforscht insbesondere die Ausbreitung des Menschen von Afrika nach Ostasien während der Altsteinzeit. Von 1995 bis zu seiner Emeritierung im Jahr 2010 war er Professor für Archäologie und die Vorgeschichte des Menschen an der University of Sheffield.

## Ausbildung und Forschung
Robin Dennell studierte ab 1966 Archäologie und Anthropologie an der University of Cambridge, wo er 1969 den Bachelorgrad erwarb und 1977 mit einer Studie über prähistorische Landwirtschaft in Bulgarien promoviert wurde. Bereits ab 1973 lehrte er zeitweise an der University of Sheffield, wobei seine Interessengebiete damals vor allem die Archäobotanik und die Frühzeit der Landwirtschaft während der Jungsteinzeit in Europa und Vorderasien umfassten. 1983 wurde er in Sheffield zum Senior Lecturer für Archäologie, 1994 zum Reader für Archäologie und im Jahr darauf zum Professor für die Vorgeschichte des Menschen (Professor in Human Origins) ernannt.
Von 1981 bis 1999 erforschte er – ab 1988 als Grabungsleiter – in Pakistan Fossilienfundstätten von Homo erectus und Homo sapiens, seit 2005 erforscht er in Zusammenarbeit mit dem Institut für Wirbeltierpaläontologie und Paläoanthropologie der Chinesischen Akademie der Wissenschaften die Siedlungsgeschichte des Menschen im Gebiet des heutigen Chinas. Ferner ist er Mitglied im International Council on Monuments and Sites.

## Auszeichnungen
- 2012 wurde Robin Dennell Fellow der British Academy in der Sektion Archäologie.[3]
- Seit 2013 ist er Ehrenprofessur der University of Exeter.
- 2014 wurde er zum Mitglied der Academia Europaea gewählt.[4]

## Publikationen (Auswahl)
- Seeds from a medieval sewer in Woolster Street, Plymouth. In: Economic Botany. Band 24, Nr. 2, 1970, S. 151–154, doi:10.1007/BF02860594.
- Botanical evidence for prehistoric crop processing activities. In: Journal of Archaeological Science. Band 1, Nr. 3, 1974, S. 275–284, doi:10.1016/0305-4403(74)90027-2.
- Archaeobotany and early farming in Europe. In: Archaeology. Band 31, Nr. 1, 1978, S. 8–17.
- European Economic Prehistory: A New Approach. Academic Press, London und New York 1983, ISBN 978-0-12-209180-3.
- mit H.R. Rendell und M. Halim: Pleistocene and Palaeolithic Investigations in the SoanValley, Northern Pakistan. In: British Archaeological Reports. International Series, Band 544, 1989, ISBN 978-0-86054-691-7.
- mit Marek Zvelebil und Lucyna Domanska (Hrsg.): Harvesting the Sea, Farming the Forest. The Emergence of Neolithic Societies in the Baltic Region. (= Sheffield Archaeological Monographs. Band 10). Sheffield Academic Press, Sheffield 1998, ISBN 1-85075-648-1.
- Early Hominin Landscapes in Northern Pakistan: Investigations in the Pabbi Hills. In: British Archaeological Reports. International Series, Band 1265, 2004.
- mit Wil Roebroeks: An Asian perspective on early human dispersal from Africa. In: Nature. Band 438, 2005, S. 1099–1104, doi:10.1038/nature04259.
- The Palaeolithic Settlement of Asia. Cambridge University Press, Cambridge / New York / Melbourne 2009, ISBN 978-0-511-81888-2.
- Palaeoanthropology: Early Homo sapiens in China. In: Nature. Band 468, 2010, S. 512–513, doi:10.1038/468512a.
- mit María Martinón-Torres und José M. Bermúdez de Castro: Hominin variability, climatic instability and population demography in Middle Pleistocene Europe. In: Quaternary Science Reviews. Band 30, Nr. 11–12, 2011, S. 1511–1524, doi:10.1016/j.quascirev.2009.11.027.
- An Earlier Acheulian Arrival in South Asia. In: Science. Band 331, Nr. 6024, 2011, S. 1532–1533, doi:10.1126/science.1203806.
- mit Michael D. Petraglia: The dispersal of Homo sapiens across southern Asia: how early, how often, how complex? In: Quaternary Science Reviews. Band 47, 2012, S. 15–22, doi:10.1016/j.quascirev.2012.05.002.
- Hominins, deserts, and the colonisation and settlement of continental Asia. In: Quaternary International. Band 300, 2013, S. 13–21, doi:10.1016/j.quaint.2012.12.002.
- The Nihewan Basin of North China in the Early Pleistocene: Continuous and flourishing, or discontinuous, infrequent and ephemeral occupation? In: Quaternary International. Band 295, 2013, S. 223–236, doi:10.1016/j.quaint.2012.02.012.
- mit Julien Louys, Hannah J. O’Regan und David M. Wilkinson: The origins and persistence of Homo floresiensis on Flores: biogeographical and ecological perspectives. In: Quaternary Science Reviews. Band 96, 2014, S. 98–107, doi:10.1016/j.quascirev.2013.06.031.
- Homo sapiens in China 80,000 years ago. In: Nature. Band 526, 2015, S. 647–648, doi:10.1038/nature15640.
- Where Evolutionary Biology Meets History: Ethno-nationalism and Modern Human Origins in East Asia. Kapitel 11 in: Jeffrey H. Schwartz (Hrsg.): Rethinking Human Evolution. Cambridge, Mass., MIT Press, 2017, S. 229–250, ISBN 978-0-262-03732-7, Volltext.
- Zhaoyu Zhu, Robin Dennell, Weiwen Huang et al.: Hominin occupation of the Chinese Loess Plateau since about 2.1 million years ago. In: Nature. Band 559, 2018, S. 608–612, doi:10.1038/s41586-018-0299-4.

## Belege
1. ↑  Robon Dennell: Early Farming in South Bulgaria from the VI to the III Millennium B.C. (= British Archaeological Reports. International Series, Band 45). Archaeopress, Oxford 1978, ISBN 978-0-86054-021-2.
2. ↑  Biografie auf dem Webserver der University of Exeter. Eingesehen am 28. April 2024.
 Biografie auf dem Webserver der Wenner-Gren Foundation. (Memento vom 16. Juli 2018 im Internet Archive) Eingesehen am 7. Februar 2022.
3. ↑  British Academy: Professor Robert Dennell. Eingesehen am 7. Februar 2022.
4. ↑  Eintrag auf der Internetseite der Academia Europaea

| Personendaten    | Personendaten                               |
| ---------------- | ------------------------------------------- |
| NAME             | Dennell, Robin                              |
| ALTERNATIVNAMEN  | Dennell, Robin William (vollständiger Name) |
| KURZBESCHREIBUNG | britischer Prähistoriker                    |
| GEBURTSDATUM     | 1947                                        |